# David Arkenstone
David Arkenstone (Chicago, Illinois; 1 de julio de 1952) es un compositor e intérprete estadounidense de new age. Su música es principalmente instrumental, con vocalizaciones ocasionales. Ha escrito música para videojuegos, como World of Warcraft, y para la televisión, incluyendo el Derby de Kentucky de la NBC y la próxima serie Premier League Soccer. Obtuvo tres nominaciones al Grammy por su trabajo. Su música ha sido descrita como «bandas sonoras para la imaginación».

## Biografía
Después de mudarse a California desde su ciudad natal de Chicago a los 10 años, Arkenstone se sumergió en la música. Pasó la escuela secundaria y la universidad tocando teclados y guitarra en una variedad de bandas y grupos de rendimiento, viajó por todo el país tocando música popular. Cuando descubrió los arreglos exuberantes y el enfoque exótico de Kitaro, Arkenstone incursionó en la llamada música new age y comenzó a trabajar en el desarrollo de su propio sonido único. La creciente sinergia entre instrumentos musicales y la tecnología informática también lo inspiró, y cuando los dos finalmente podían comunicarse entre sí, Arkenstone supo que su momento había llegado. El uso de los ordenadores, ahora podía oír mucho de lo que podía imaginar. La mayoría de sus obras son creadas en parte o en su totalidad en su computadora Macintosh, junto con sintetizadores, guitarras y otros instrumentos. Combinando el rock, World Music y elementos cinematográficos en su sonido único del New Age, Arkenstone ha compuesto muchos álbumes, con tan destacado trabajo como In the Wake of the Wind, 1992 y The Celtic Book of Days, 1998. También ha contribuido música original a películas y documentales de televisión, algo suficientemente apropiado ya que su música a menudo actúa como una banda sonora. Arkenstone ha sido influenciado por escritores como J. R. R. Tolkien e Ian Fleming, y creció escuchando a bandas como Emerson, Lake & Palmer, Yes y Deep Purple, también piezas de música clásica.
Aprendió a tocar una variedad de instrumentos, entre ellos el buzuki, mandolina, guitarra, bajo, arpa, chelo, flauta, piano eléctrico, piano, saz turco, tin whistle, flauta irlandesa, melódica y flauta de pan. También toca la batería y percusión, e hizo algunas voces en sus álbumes.

## Discografía

### Álbumes de estudio
- Valley in the Clouds (1987, Narada)
- Island (con Andrew White, 1989, Narada)
- Citizen of Time (1990, Narada)
- In the Wake of the Wind (1991, Narada)
- The Spirit of Olympia (con Kostia y David Lanz, 1992, Narada)
- Another Star in the Sky (1994, Narada)
- Quest of the Dream Warrior (1995, Narada)
- Return of the Guardians (1996, Narada)
- Convergence (con David Lanz, 1996, Narada)
- Spirit Wind (1997, Windham Hill)
- The Celtic Book of Days (1998, Windham Hill)
- Citizen of the World (1999, Windham Hill)
- Caravan of Light (2000, Narada)
- Music Inspired by Middle Earth (2001, Neo Pacific)
- Avalon – A Celtic Legend (2002, Paras Group International)
- Spirit of Tibet: A Musical Odyssey (2002, Green Hill)
- Sketches from an American Journey (2002, Paras Recording)
- Spirit of Ireland: A Musical Odyssey (2003, Green Hill)
- Atlantis: A Symphonic Journey (2004, Narada)
- Celtic Sanctuary (con Kathleen Fisher, 2006, Green Hill)
- Myths & Legends (2007, Gemini Sun Records)
- Live! (2008, Gemini Sun Records)
- Celtic Romance (con Kathleen Fisher, 2008, Green Hill)
- Echoes of Light and Shadow (2008, Gemini Sun Records)
- Christmas Lounge (2008, Green Hill)
- Chillout Lounge (2009, Green Hill)
- Caribbean Nights (2009, Green Hill)
- Celtic Chillout (2010, Green Hill)
- The Magic Light of the Colorado Plateau (2010, Oakenshield Recordings)
- Ambient World (2011, Domo Records)
- Loveren (2013, Megaforce Records)
- Barcelona Lounge No. 1 (2013, QDV Recordings)
- Celtic Garden (2014, Green Hill)

### Recopilaciones
- Chronicles (1993, Narada)

- Eternal Champion (1998, Narada)

- Visionary (2002, Narada)

- Best of David Arkenstone (2005, Narada)

### SerieTroika
- Troika I: Goddess (1996, Narada)
- Troika II: Dream Palace (1997, Narada)
- Troika III: Faeries: A Realm of Magic and Enchantment (1999, Narada)
- Troika IV: Shaman (2000, Narada)
- Troika V: Kingdom of the Sun (2003, Narada)

### Bandas sonoras: (Soundtracks)
- 1993 — Robot Wars (Moonstone)
- 2001 — Frontier (Neo Pacifica)
- 2001 — Emperor: Battle for Dune (compuso el tema de Casa Harkonnen)
- 2007 — World of Warcraft: Taverns of Azeroth
- 2010 — World of Warcraft: Cataclysm (con Neal Acree, Russell Brower, Derek Duke, y Glenn Stafford)
- 2019 — World of Warcraft: Batalla por Azeroth (Kul Tiran Allied Race Music)